# نيكولاس أوتامندي

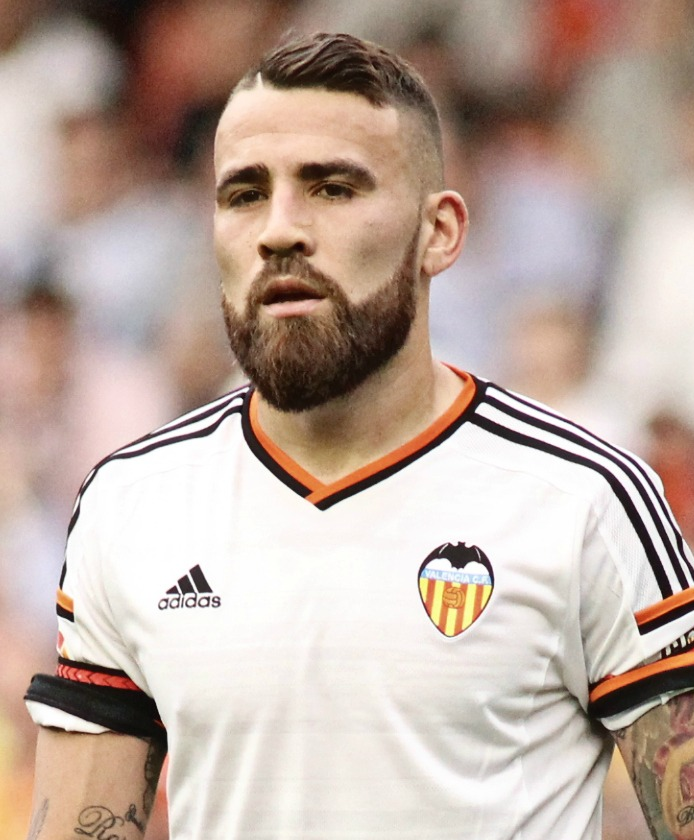
نيكولاس أوتامندي

نيكولاس هيرنان غونزالو أوتامندي (بالإسبانية: Nicolás Hernán Gonzalo Otamendi) من مواليد 12 فبراير 1988 في بوينس آيرس في الأرجنتين ويلعب بمركز مدافع في نادي بنفيكا في الدوري البرتغالي الممتاز منذ عام 2020.

## الإنجازات
فيليز
- دوري الدرجة الأولى الأرجنتيني: 2008–09[4]

بورتو
- الدوري البرتغالي الممتاز: 2010–11، 2011–12، 2012–13[4]
- كأس البرتغال: 2010–11[4]
- كأس السوبر البرتغالي: 2011  [لغات أخرى]‏، 2012  [لغات أخرى]‏، 2013  [لغات أخرى]‏[4]
- الدوري الأوروبي: 2010–11[4]
- وصيف كأس الدوري البرتغالي: 2012–13[4]

مانشستر سيتي
- الدوري الإنجليزي الممتاز: 2017–18، 2018–19[5]
- كأس الاتحاد الإنجليزي: 2018–19[6]
- كأس رابطة الأندية الإنجليزية المحترفة: 2015–16،[7] 2017–18،[8] 2018–19،[9] 2019–20[10]
- درع الاتحاد الإنجليزي: 2018،[11] 2019[12]

بنفيكا
- الدوري البرتغالي الممتاز: 2022–23
- وصيف كأس البرتغال: 2020–21[4]

الأرجنتين
- كأس العالم: 2022[13]
- كوبا أمريكا: 2021[4]
- كأس الأبطال كونميبول–يويفا: 2022[14]

## روابط خارجية
- نيكولاس أوتامندي على موقع الاتحاد الدولي (مؤرشف)  (الإنجليزية)
- نيكولاس أوتامندي على موقع الاتحاد الأوربي (الإنجليزية)
- نيكولاس أوتامندي على موقع قاعدة بيانات كرة القدم.إي يو (الإنجليزية)
- نيكولاس أوتامندي على موقع ليكيب (الفرنسية)
- نيكولاس أوتامندي على موقع ناشيونال فوتبول تيمز (الإنجليزية)
- نيكولاس أوتامندي على موقع Soccerbase.com (لاعب) (الإنجليزية)
- نيكولاس أوتامندي على موقع Soccerway.com (الإنجليزية)
- نيكولاس أوتامندي على موقع عالم كرة القدم.نت (الإنجليزية)
- نيكولاس أوتامندي على موقع اللجنة الأولمبية الدولية (الإنجليزية)
- نيكولاس أوتامندي على موقع AS.com (الإسبانية)